# NGC 2011
NGC 2011 је расејано звездано јато у сазвежђу Златна риба које се налази на NGC листи објеката дубоког неба.
Деклинација објекта је - 67° 31' 24" а ректасцензија 5h 32m 20,3s. Привидна величина (магнитуда) објекта NGC 2011 износи 10,6 а фотографска магнитуда 10,6. NGC 2011 је још познат и под ознакама ESO 56-SC144.